# شهو عبداللهی
شهو عبداللهی (انگلیسی: Shehu Abdullahi؛ زادهٔ ۱۲ مارس ۱۹۹۳) بازیکن فوتبال اهل نیجریه است.
از باشگاه‌هایی که در آن بازی کرده‌است می‌توان به باشگاه فوتبال اونیائو، باشگاه ورزشی القادسیه کویت، و تیم ملی فوتبال نیجریه اشاره کرد.
وی همچنین در تیم‌های ملی فوتبال Nigeria U20 Nigeria U21 Nigeria Nigeria Olympic بازی کرده‌است.
وی در مسابقات کشوری و بین‌المللی در مجموع برندهٔ ۱ مدال برنز شده‌است.